# Новоселки (городской округ Клин)
Новоселки — деревня в Клинском районе Московской области, в составе Воздвиженского сельского поселению. Население — 13 чел. (2010). До 2006 года Новоселки входили в состав Воздвиженского сельского округа.
Деревня расположена в северо-западной части района, примерно в 25 км к западу от райцентра Клин, на южном берегу искусственных прудов, устроенных у впадения в реку Яуза левого притока Раменки, высота центра над уровнем моря — 140 м. Ближайшие населённые пункты — Александрово, Владимировка и Воздвиженское.

## Население
| 2002 | 2006 | 2010 |
| ---- | ---- | ---- |
| 11   | ↘8   | ↗13  |